# Liste der Monuments historiques in Abainville
Die Liste der Monuments historiques in Abainville führt die Monuments historiques in der französischen Gemeinde Abainville auf.

## Liste der Objekte
| Bezeichnung      | Beschreibung                               | Standort                       | Kennzeichnung | Schutzstatus | Datum | Bild |
| ---------------- | ------------------------------------------ | ------------------------------ | ------------- | ------------ | ----- | ---- |
| Sakristeischrank | Eichenholz, Schmiedeeisen, 18. Jahrhundert | in der Kirche St-Martin (Lage) | PM55001456    | Inscrit      | 1999  |      |